# Tommy Svensson
Leif Tommy Svensson (Växjö, Suecia, 4 de marzo de 1945) es un exjugador y exentrenador de fútbol sueco. En su etapa como jugador profesional se desempeñaba como centrocampista. 
Como entrenador, llevó a la selección de Suecia a las semifinales de la Eurocopa 1992 y al tercer lugar de la Copa del Mundo de 1994. 
Su padre Stig y su sobrino Joachim Björklund también fueron futbolistas.

## Selección nacional
Fue internacional con la selección de fútbol de Suecia en 40 ocasiones y convirtió 4 goles.

### Participaciones en Copas del Mundo
| Mundial                        | Sede   | Resultado      | Partidos | Goles |
| ------------------------------ | ------ | -------------- | -------- | ----- |
| Copa Mundial de Fútbol de 1970 | México | Fase de grupos | 3        | 0     |

## Equipos

### Como jugador
| Equipo            | País    | Año       |
| ----------------- | ------- | --------- |
| Östers IF         | Suecia  | 1964-1971 |
| Standard de Lieja | Bélgica | 1971-1973 |
| Östers IF         | Suecia  | 1973-1977 |

### Como entrenador
| Equipo             | País    | Año       |
| ------------------ | ------- | --------- |
| Östers IF          | Suecia  | 1974-1984 |
| Tromsø IL          | Noruega | 1988-1990 |
| Selección nacional | Suecia  | 1991-1997 |
| Tromsø IL          | Noruega | 2001      |

## Palmarés

### Como jugador

#### Campeonatos nacionales
| Título         | Equipo    | País   | Año  |
| -------------- | --------- | ------ | ---- |
| Allsvenskan    | Östers IF | Suecia | 1968 |
| Copa de Suecia | Östers IF | Suecia | 1977 |

#### Distinciones individuales
| Distinción | Año  |
| ---------- | ---- |
| Guldbollen | 1969 |

### Como entrenador

#### Campeonatos nacionales
| Título      | Equipo    | País   | Año  |
| ----------- | --------- | ------ | ---- |
| Allsvenskan | Östers IF | Suecia | 1978 |
| Allsvenskan | Östers IF | Suecia | 1980 |
| Allsvenskan | Östers IF | Suecia | 1981 |

#### Distinciones individuales
| Distinción                                       |
| ------------------------------------------------ |
| Incluido en el Salón de la Fama del Fútbol Sueco |